# Aeroportul Mohe Gulian
Aeroportul Mohe Gulian (IATA: OHE, ICAO: ZYMH) este un aeroport din Heilongjiang, Republica Populară Chineză ce deservește zona Mohe City⁠(d). Aeroportul a fost tranzitat în 2022 de 0 pasageri. A fost deschis în 10 iunie 2008.
Situat la o altitudine de 579 m, aeroportul dispune de o singură pistă.